# Cristina Garmendia Mendizábal
Cristina Garmendia Mendizábal (Sant Sebastià, 21 de febrer de 1962) és una biòloga, empresària i professora universitària basca que, sense estar afiliada a cap partit polític, va ser ministra de Ciència i Innovació durant la IX Legislatura.

## Biografia
Va néixer el 21 de febrer de 1962 a la ciutat de Sant Sebastià. Va estudiar Biologia a la Universitat de Sevilla, en la qual es va llicenciar, i posteriorment es va doctorar a la Universitat Autònoma de Madrid especialitzant-se en Genètica l'any 1985. Va compaginar el seu doctorat amb la docència universitària com a professora ajudant de genètica i biologia molecular a la mateixa Universitat Autònoma.

### Activitat empresarial
Amb la realització d'un màster en direcció d'empreses a la Universitat de Pamplona el 1990, Cristina Garmendia es va vincular amb l'activitat empresarial. A partir de 1992 assumeix diferents responsabilitats en l'àrea de desenvolupament de negoci del Grup Amasúa, grup empresarial dedicat a la indústria pesquera, ocupant la vicepresidència executiva i la direcció financera. Abandonà els seus càrrecs en aquesta empresa el 2001.
L'any 2000 va fundar, juntament amb els professors del CSIC Carlos Martínez i Antonio Bernad, l'empresa Genetrix, dedicada al desenvolupament de tecnologies biomèdiques i medicamentals. La seva importància radica que va ser la primera empresa privada sorgida a partir del treball d'investigació realitzat pel Centre Nacional de Biotecnologia amb seu a Madrid. Garmendia fou pionera a l'hora d'establir les bases d'una indústria de biotecnologia a Espanya, en traslladar el know-how de la investigació biomèdica acadèmica espanyola a l'àmbit del món empresarial.
El març de 2005 fou nomenada presidenta de l'Associació Espanyola de Bioempreses (Asebio), agrupació d'empreses del sector de la biotecnologia, i l'any 2006 va esdevenir membre de la junta directiva de la CEOE. Així mateix fou fundadora i presidenta d'Inbiomed, fundació que alberga el primer banc de cèl·lules mare adultes a Espanya.
El 2024 fou nomenada vicepresidenta de Logista.

## Activitat política
El 14 d'abril de 2008 fou nomenada Ministra de Ciència i Innovació per part del President José Luis Rodríguez Zapatero en la formació del Consell de Ministres de la IX Legislatura tot i que no era afiliada al PSOE. Des d'aquesta responsabilitat va tenir la missió de potenciar l'R+D (recerca i desenvolupament), un sector en el qual Espanya acumula un gran retard històric.